# Resolutie 1183 Veiligheidsraad Verenigde Naties
Resolutie 1183 van de Veiligheidsraad van de Verenigde Naties werd unaniem door de VN-Veiligheidsraad aangenomen op 15 juli 1998.

## Achtergrond
In 1980 overleed de Joegoslavische leider Tito, die decennialang de bindende kracht was geweest tussen de zes deelstaten van het land. Na zijn dood kende het nationalisme een sterke opmars en in 1991 verklaarde Kroatië zich onafhankelijk. Daarop volgde de Kroatische Onafhankelijkheidsoorlog, tijdens dewelke het Joegoslavische Volksleger het strategisch gelegen schiereilandje Prevlaka innam. In 1996 kwamen Kroatië en Joegoslavië overeen Prevlaka te demilitariseren, waarop VN-waarnemers van UNMOP kwamen om daarop toe te zien. Deze missie bleef uiteindelijk tot 2002 aanwezig.

## Inhoud

### Waarnemingen
Secretaris-generaal Kofi Annan maakte melding van positieve ontwikkelingen. Zo hadden Kroatië en Servië en Montenegro voorstellen gedaan om het dispuut over Prevlaka definitief op te lossen. Desondanks hielden de twee zich nog steeds niet aan het demilitarisatieregime van het schiereiland.

### Handelingen
De militaire VN-waarnemers in Prevlaka werden geautoriseerd om tot 15 januari 1999 te blijven toezien op de demilitarisatie van het schiereiland. De twee partijen werden opgeroepen stappen te ondernemen om de spanningen er te doen afnemen en de veiligheid te verbeteren, alsook het demilitarisatieregime niet langer te schenden.

## Verwante resoluties
- Resolutie 1168 Veiligheidsraad Verenigde Naties
- Resolutie 1174 Veiligheidsraad Verenigde Naties
- Resolutie 1184 Veiligheidsraad Verenigde Naties
- Resolutie 1186 Veiligheidsraad Verenigde Naties

Lijst ·  1147 ·  1148 ·  1149 ·  1150 ·  1151 ·  1152 ·  1153 ·  1154 ·  1155 ·  1156 ·  1157 ·  1158 ·  1159 ·  1160 ·  1161 ·  1162 ·  1163 ·  1164 ·  1165 ·  1166 ·  1167 ·  1168 ·  1169 ·  1170 ·  1171 ·  1172 ·  1173 ·  1174 ·  1175 ·  1176 ·  1177 ·  1178 ·  1179 ·  1180 ·  1181 ·  1182 ·  1183 ·  1184 ·  1185 ·  1186 ·  1187 ·  1188 ·  1189 ·  1190 ·  1191 ·  1192 ·  1193 ·  1194 ·  1195 ·  1196 ·  1197 ·  1198 ·  1199 ·  1200 ·  1201 ·  1202 ·  1203 ·  1204 ·  1205 ·  1206 ·  1207 ·  1208 ·  1209 ·  1210 ·  1211 ·  1212 ·  1213 ·  1214 ·  1215 ·  1216 ·  1217 ·  1218 ·  1219